# Alpheus bisincisus
Alpheus bisincisus är en kräftdjursart som beskrevs av de Haan 1844. Alpheus bisincisus ingår i släktet Alpheus och familjen Alpheidae. Inga underarter finns listade i Catalogue of Life.